# Hughesita
La hughesita és un mineral de la classe dels òxids. Rep el nom en honor del Dr. John Michael Hughes (n. 1952), professor de mineralogia a les universitats de Miami i Vermont, per la seva llarga i destacada carrera en mineralogia, inclòs el seu extens treball sobre els minerals de la família de la pascoïta i bronzes de vanadi.

## Característiques
La hughesita és un òxid de fórmula química Na₃AlV₁₀O₂₈(H₂O)₁₈·4H₂O. Va ser aprovada com a espècie vàlida per l'Associació Mineralògica Internacional l'any 2010. Cristal·litza en el sistema triclínic. La seva duresa a l'escala de Mohs és 1.
L'exemplar que va servir per a determinar l'espècie, el que es coneix com a material tipus, es troba conservat a les col·leccions mineralògiques del Museu Nacional d'Història Natural, l'Smithsonian, situat a Washington DC (Estats Units), amb el número de registre: nmnh #174253.

## Formació i jaciments
Va ser descoberta a la mina West Sunday, situada al districte miner de Slick Rock, dins el comtat de San Miguel (Colorado, Estats Units). També ha estat descrita en altres mines properes dins el mateix comtat, així com al districte miner de Bull Canyon, al comtat de Montrose (també a Colorado), i al districte miner de Thompsons, al comtat de Grand (Utah, EUA). Aquests indrets són els únics de tot el planeta on ha estat descrita aquesta espècie mineral.